# Río Pauto
Le río Pauto est un fleuve de Colombie.

## Géographie
Le río Pauto prend sa source sur le versant est de la cordillère Orientale, dans le paramo de Pisba (département de Boyacá). Il coule ensuite vers l'est, passe dans le département de Casanare qu'il traverse avant de rejoindre le río Meta, au niveau de la municipalité de Santa Rosalía.